# Adinandra dumosa
Adinandra dumosa är en tvåhjärtbladig växtart som beskrevs av William Jack. Adinandra dumosa ingår i släktet Adinandra och familjen Pentaphylacaceae. Inga underarter finns listade i Catalogue of Life.